# Antonio Albanese (écrivain et musicien)
Pour les articles homonymes, voir Antonio Albanese et Albanese.
Antonio Albanese, né en 1970 à Lausanne, est un écrivain et musicien italo-suisse.

## Biographie
Antonio Albanese se passionne très tôt [non neutre] pour la musique et entreprend des études au Conservatoire de Lausanne qu'il prolonge en classe de master à la Manhattan School of Music de New York[réf. nécessaire], avec David Starobin, spécialiste de la musique contemporaine pour guitare. Invité au CAMI Hall à New-York il participe à plusieurs concerts avec le Manhattan Contemporary Ensemble et joue en soliste ou dans des formations de chambre.
De retour en Suisse, il obtient une licence en histoire de l'art à l'Université de Lausanne. Aujourd'hui[Quand ?], Antonio Albanese partage son temps entre l'écriture, l'enseignement et la musique, notamment au sein de l’ensemble de musique contemporaine CH.AU et l'ensemBle baBel.  
En 2009, paraît aux éditions L'Âge d'Homme, La chute de l'homme, premier roman récompensé par le Prix des auditeurs de la RTS 2010.
En 2012, il publie aux mêmes éditions Le Roman de don Juan, puis en 2013 Est-ce entre le majeur et index, dans un coin de la tête que se trouve le libre arbitre?.
Il est l'auteur, aux éditions BSN Press, d'une série policière satirique, mettant en scène Matteo di Genaro, adepte d'une éthique minimale. 

## Œuvres
- La Chute de l'homme, Lausanne, Suisse, Éditions L'Âge d'Homme, coll. « Contemporains », 2009, 175 p.  (ISBN 978-2-8251-3987-5)
- Le Roman de Don Juan, Lausanne, Suisse, Éditions L'Âge d'Homme, coll. « Contemporains », 2012, 304 p.  (ISBN 978-2-8251-4045-1)
- Est-ce entre le majeur et l'index, dans un coin de la tête que se trouve le libre arbitre?, Éditions L'Âge d'Homme, coll. « Contemporains », 2013,  (ISBN 978-2-8251-4329-2)
- La Disparition des arc-en-ciel dans les rivières du Montana, Lausanne, Suisse, Éditions L'Âge d'homme, coll. "Contemporains" 2019  (ISBN 978-2-8251-4786-3)
- Une brute au grand cœur, BSN Press, 2014  (ISBN 978-2-940516-17-9)
- Voir Venise et vomir, BSN Press, 2016  (ISBN 978-2-940516-65-0)
- 1, Rue de Rivoli, BSN Press, 2019  (ISBN 978-2-940516-92-6)
- Les Abricots de la colère, BSN Press, 2021  (ISBN 978-2-940648-57-3)
- Le Complexe d'Eurydice, BSN Press, Okama, 2023  (ISBN 978-2-940658-63-3)

## Sources
- « Antonio Albanese », sur la base de données des personnalités vaudoises sur la plateforme « Patrinum » de la Bibliothèque cantonale et universitaire de Lausanne.
- Marie-Pierre Genecand "Ces prix littéraires qui ont changé leur vie". Le Temps, 29 avril 2011.